# Pardomuan I (Pangururan)
Pardomuan I is een bestuurslaag in het regentschap Samosir van de provincie Noord-Sumatra, Indonesië. Pardomuan I telt 4769 inwoners (volkstelling 2010).